# Orthogeomys grandis
Orthogeomys grandis es una especie de roedor de la familia Geomyidae.
Es nativo de El Salvador, Guatemala, Honduras y México.

## Subespecies
Se reconoce las siguientes subespecies:
- Orthogeomys grandis alleni
- Orthogeomys grandis alvarezi
- Orthogeomys grandis annexus
- Orthogeomys grandis carbo
- Orthogeomys grandis engelhardi
- Orthogeomys grandis felipensis
- Orthogeomys grandis grandis
- Orthogeomys grandis guerrerensis
- Orthogeomys grandis huixtlae
- Orthogeomys grandis latifrons
- Orthogeomys grandis nelsoni
- Orthogeomys grandis pluto
- Orthogeomys grandis pygacanthus
- Orthogeomys grandis scalops
- Orthogeomys grandis soconuscensis
- Orthogeomys grandis vulcani